# Rorea
Rorea là một chi nhện trong họ Amphinectidae. De soorten in het geslacht komen voor in New Zealand.

## Soorten
- Rorea aucklandensis Forster & Wilton, 1973
- Rorea otagoensis Forster & Wilton, 1973